# 塩釜神社 (豊橋市)
塩釜神社（しおがまじんじゃ）は、愛知県豊橋市大山町に鎮座する神社である。旧社格は指定村社で、現在は愛知県神社庁の12級社。
往古より安産の神として崇敬され、遠方からの参拝も多い。

## 祭神
- 国常立命
- 怒猛神
- 猿田彦命
- 太田命
- 気命
- 奥玉命

## 由緒
明応年中に陸奥国一宮の鹽竈神社（宮城県塩竈市）の神を勧請と申伝えられている。

## 境内

### 末社
秋葉社　－　迦具土神

御霊社　－　英霊之命

### 塩釜神社のクロガネモチ
豊橋市のクロガネモチの中ではもっとも太く、幹周333ｃｍ　高さ16ｍ　推定樹齢100年以上で「とよはしの巨木・名木」100選に選ばれている。

## 祭事
- 4月第1日曜日　 祈年祭・御霊社例祭
- 11月第1日曜日　例祭
- 12月第1日曜日　新嘗祭・秋葉社例祭

## 現地情報

### 鎮座地
愛知県豊橋市大山町字東大山18番地

### 交通
- バス：豊鉄バス「大山バス停」より徒歩約4分
- 車：国道23号豊橋バイパス「豊橋港ＩＣ」より約5分

## 関連団体
大山氏子青年
三大祭や正月などに境内の飾りつけ、餅つき等を行っている。中学校卒業より30歳までの大山町在住、もしくは出身の青年にて構成されている。かつては卒業が数え30歳までであったが、平成後期より満30歳までとなっている。また以前は入団資格が長男のみであったが、現在は撤廃されており男女ともに入団可能である。
近年は少子化により団体の存続が危ぶまれている。別称：塩釜若連（しおがまわかれん）